# Rolinha Kross

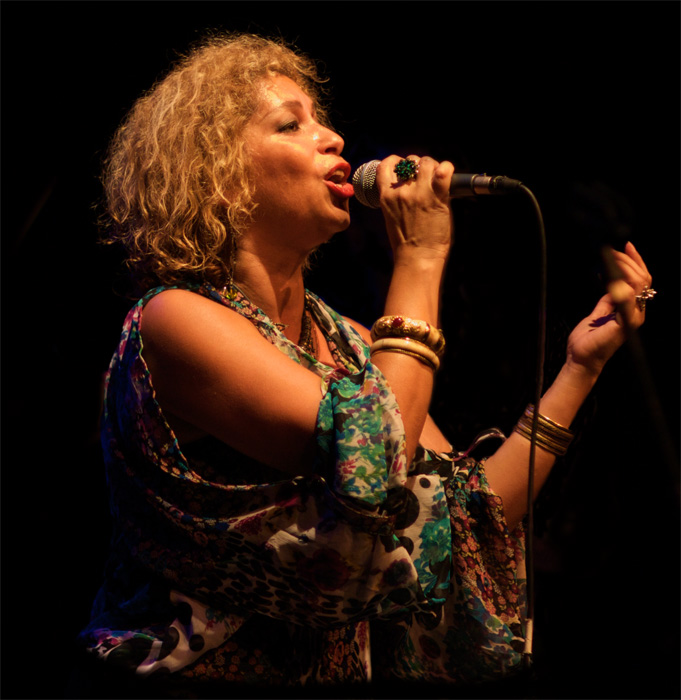
Rolinha Kross

Rolinha Kross (* 1961) ist eine niederländische Sängerin.

## Leben
Sie stammt von einer jüdisch-tschechischen Mutter und surinamischen Vater ab. Als Kind war sie fasziniert von ost-europäischer Musik und der jiddischen Sprache. Früh trat sie mit verschiedenen Gruppen auf, u. a. mit ihrer Mutter, Ilona Cechova, als Duo Sense. Auch studierte sie Jazzgesang/Leichte Musik am Konservatorium Hilversum bzw. Amsterdam.
Unmittelbar nach der akademischen Ausbildung startete sie eine Tournee mit dem Musical You're the Top, mit Willem Nijholt in der Hauptrolle. In der Zwischenzeit arbeitete sie mit Burton Greenes Klezmokum, Solomon Klezmorim und Jazz-Ensembles. Mit dem Rolinha Kross Trio, zu dem Bokkie Vink und Theo van Tol gehörten, wurde das Album Klezmer Tsigayner eingespielt; es folgten Auftritte u. a. in Kanada und Curacao.
Anschließend war sie auf Tournee mit Ramses Shaffy in niederländischen und belgischen Theatern und mit einer Ira-Gershwin-Produktion mit Ernst Daniël Smid, Mathilde Santing und Denise Jannah. Dann wurde sie Mitglied der Klezmer-Gruppe Mazzeltov. Auch bei dieser Gruppe konzertierte sie im In- und Ausland und nahm vier Alben auf. Rolinha trat auch dreimal mit Mazzeltov im Concertgebouw in Amsterdam auf.
Rolinha spielt in der Musical-Show Iberia, welche sie mit Perry Dossett entwickelte. Mit Gitarrist Harold Berghuis gestaltet sie mit ihrer Musik ein Programm aus jiddischer Poesie (übersetzt von Willy Brill). Sie war Gast in der Show von Frank in Person mit Jazzstandards. Mit dem Ensemble Balqana präsentiert sie ein mehr Balkan-orientiertes Programm. Das Rolinha Kross Quartett legt einen Schwerpunkt auf niederländische Texte und Gipsy Jazz. Weiterhin veranstaltet sie Gesangworkshops, ist Sprecherstimme in Werbespots und kommentiert Dokumentarfilme.

## Diskografie
- Jiddische Sjmoesmuziek (1994) Sense: Ilona Cechova & Rolinha Kross - Syncoop produkties
- Tsigayner Klezmer (2000) Rolinha Kross Trio - Syncoop produkties
- Tsores & Cheyn (2002) Mazzeltov & Rolinha Kross - Music & Words
- Mishpoge (2004) Mazzeltov & Rolinha Kross - Music & Words
- Amsterdam (2007) Mazzeltov & Rolinha Kross - Music & Words
- Mayn Umru (2009) Mazzeltov & Rolinha Kross - Music & Words